# Aleksandr Masłow
Aleksandr Władimirowicz Masłow, ros. Александр Владимирович Маслов (ur. 25 grudnia 1969 w Machaczkale, Rosyjska FSRR) – rosyjski piłkarz, grający na pozycji napastnika, trener piłkarski.

## Kariera piłkarska

### Kariera klubowa
W 1987 rozpoczął karierę piłkarską miejscowej drużynie Dinamo Machaczkała. Po rozpadzie ZSRR przeszedł do klubu Nart Czerkiesk, skąd latem 1992 został zaproszony do zespołu z Wyższej Ligi - Dinama Stawropol. W końcu 1993 przeniósł się do Rostsielmasza Rostów nad Donem, jednak jego wysiłku brakuje aby klub pozostał w wyższej lidze i następny sezon Aleksandr wraz z ekipą rozpoczął w pierwszej lidze. W 1994 roku dzięki jego 32 bramkom klub powraca do elity. W 1996 roku z 23 golami w 33 meczach zdobył tytuł króla strzelców Mistrzostw Rosji.
W sierpniu 1997 roku piłkarz wyjechał za granicę do hiszpańskiego zespołu Albacete Balompié. Ale trener rzadko puszczał go na boisko i od 1999 grał na zasadach wypożyczenia w szwajcarskich klubach Neuchâtel Xamax, FC Sion i FC Winterthur. Na początku 2002 powrócił do ojczyzny, gdzie został piłkarzem FK Rostów, a w 2004 zakończył w nim karierę piłkarską.

## Kariera trenerska
Po zakończeniu kariery piłkarskiej rozpoczął pracę trenerską. Od 2004 pomaga trenować FK Rostów.

## Sukcesy i odznaczenia

### Sukcesy klubowe
- mistrz Rosyjskiej Pierwszej Ligi: 1994

### Sukcesy indywidualne
- król strzelców Mistrzostw Rosji: 1996 (23 goli)
- król strzelców Rosyjskiej Pierwszej Ligi: 1994 (32 goli)
- rekordzista w ilości strzelonych goli w historii FK Rostów - 90 goli

### Odznaczenia
- tytuł Mistrza Sportu ZSRR